# Physikalisches Pendel
Bei einem physikalischen Pendel (auch physisches Pendel oder Trägheitspendel genannt) handelt es sich um ein theoretisches Modell zur Beschreibung der Schwingung eines realen Pendels. Im Gegensatz zum mathematischen Pendel werden hierbei Form und Größe des Körpers berücksichtigt, wodurch das Verhalten physikalischer Pendel eher dem realen Pendel entspricht.
Das physikalische Pendel besteht aus einem ausgedehnten, starren Körper, welcher nicht in seinem Schwerpunkt aufgehängt ist. Lenkt man es aus seiner Gleichgewichtslage aus, so beginnt es unter dem Einfluss der Schwerkraft zu schwingen. Reibungskräfte werden zugunsten der mathematischen Lösbarkeit nicht berücksichtigt.
Die Schwingungsdauer des physikalischen Pendels ergibt sich für kleine Amplituden zu
{\displaystyle T={\frac {2\pi }{\omega }}=2\pi {\sqrt {\frac {I}{mgd}}}}
wobei {\displaystyle {\omega }} die Kreisfrequenz, {\displaystyle I} das Trägheitsmoment bzgl. des Aufhängepunktes, {\displaystyle m} die Masse des Körpers, {\displaystyle g} die Schwerebeschleunigung und {\displaystyle d} der Abstand vom Aufhängungspunkt zum Massenmittelpunkt ist.
Eine Anwendung des physikalischen Pendels ist die experimentelle Bestimmung des Trägheitsmoments.

## Reduzierte Pendellänge
Unter der reduzierten Pendellänge versteht man die Länge:
{\displaystyle l_{\mathrm {r} }={\frac {I}{md}}}
Sie ist äquivalent zu der Länge {\displaystyle l} in der Schwingungsgleichung des mathematischen Pendels gleicher Schwingungsdauer. Gleichzeitig wird über diese Größe der Schwingungs- oder Stoßmittelpunkt C festgelegt. Dieser nicht mit dem Schwerpunkt S des Pendels zu verwechselnde Ort hat die Eigenschaft, dass ein dorthin gerichteter Stoß keinerlei Lagerreaktion im Aufhängungspunkt des Pendels erzeugt. Des Weiteren ändert sich die Schwingungsdauer eines physikalischen Pendels nicht, wenn Aufhängepunkt und Schwingungsmittelpunkt vertauscht werden (siehe auch Reversionspendel).

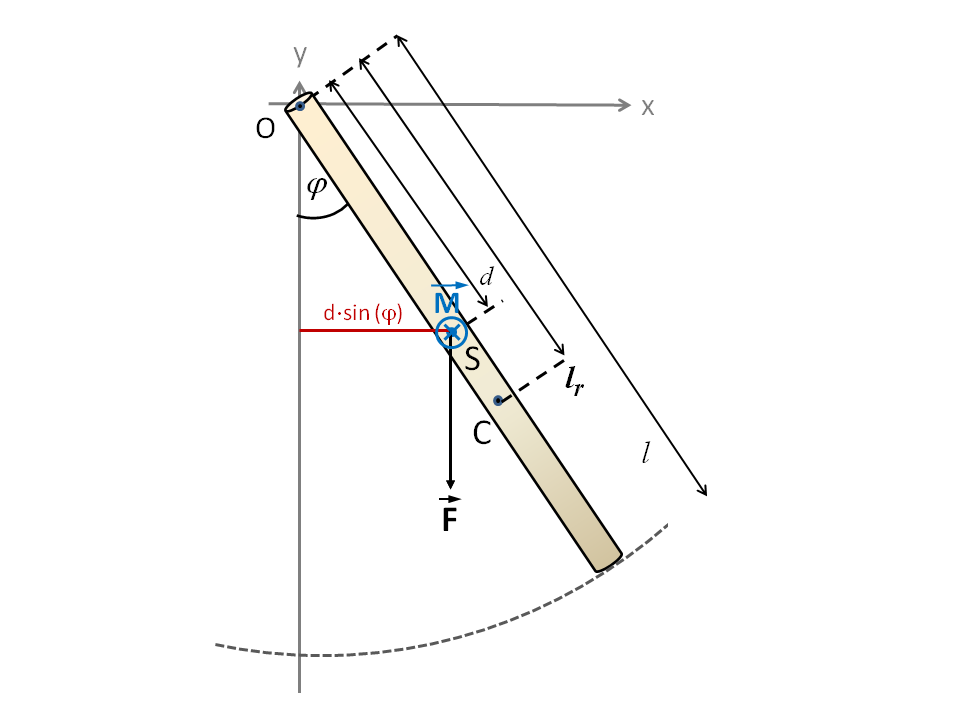
Abb. 1: Beispiel eines physikalischen Pendels – eine Stange mit Schwerpunkt S und Schwingungsmittelpunkt C, die um den Aufhängungspunkt O schwingt

Beispiel (siehe auch Abb. 1): Ein Stab der Länge l hat seinen Schwerpunkt bei {\displaystyle d={\frac {l}{2}}}. Sein Trägheitsmoment ist {\displaystyle I={\frac {1}{3}}ml^{2}}. Daraus folgt die reduzierte Pendellänge einer Stange
{\displaystyle l_{\mathrm {r} }={\frac {2}{3}}l}.

## Mathematische Beschreibung
Zur Berechnung der Schwingungsdauer {\displaystyle T} für kleine Pendelauslenkungen (d. h. für etwa {\displaystyle \varphi } < 10°) bedient man sich zweier unterschiedlicher Ansätze für das auf das physikalische Pendel wirkende Drehmoment,
{\displaystyle {\vec {M}}={\vec {r}}\times {\vec {F}}} und {\displaystyle M=I{\ddot {\varphi }}}, die sich auch beim mathematischen Pendel anwenden lassen.
Angenommen, der Pendelkörper ist im Ursprung aufgehängt und kann in der xy-Ebene schwingen, wobei die Schwerkraft in negative y–Richtung wirkt. Dann lässt sich die Lage des Schwerpunkts des Körpers im Ruhezustand durch
{\displaystyle {\vec {r}}_{s}=d{\begin{pmatrix}0\\-1\\0\end{pmatrix}}},
im um {\displaystyle \varphi } ausgelenkten Zustand durch
{\displaystyle {\vec {r}}_{s}(\varphi )=d{\begin{pmatrix}\sin \varphi \\-\cos \varphi \\0\end{pmatrix}}}
beschreiben. Nun lässt sich das auf das physikalische Pendel wirkende Drehmoment wie für eine im Schwerpunkt des Pendels liegende Punktmasse gleicher Masse berechnen:
{\displaystyle {\vec {M}}={\vec {r}}_{s}(\varphi )\times {\vec {F}}={\begin{pmatrix}d\sin \varphi \\-d\cos \varphi \\0\end{pmatrix}}\times {\begin{pmatrix}0\\-mg\\0\end{pmatrix}}=-mgd{\begin{pmatrix}0\\0\\\sin {\varphi }\end{pmatrix}}}
Das auf das Pendel wirkende Drehmoment besitzt nur eine Komponente {\displaystyle M_{z}=-mgd\cdot \sin \varphi } in z-Richtung, es steht also senkrecht auf der Schwingungsebene.
Durch Gleichsetzen mit dem Ansatz {\displaystyle M_{z}=I{\ddot {\varphi }}} (Drehmoment eines ausgedehnten Körpers) und anschließendes Umformen erhält man die Gleichung
{\displaystyle {\ddot {\varphi }}+{\frac {mgd}{I}}\sin \varphi =0},
wobei sich der Sinus für kleine Winkel mit
{\displaystyle \sin \varphi \approx \varphi } annähern lässt. Die Gleichung
{\displaystyle {\ddot {\varphi }}+{\frac {mgd}{I}}\varphi =0}
beschreibt eine harmonische Schwingung mit
{\displaystyle \omega ^{2}={\frac {mgd}{I}}},
die Schwingungsdauer des Pendels beträgt
{\displaystyle T={\frac {2\pi }{\omega }}=2\pi {\sqrt {\frac {I}{mgd}}}}.